# Poporthosia
Poporthosia là một chi bướm đêm thuộc họ Noctuidae.